# 武芸図譜通志
武芸図譜通志（ぶげいずふつうし）は、朝鮮王朝（李氏朝鮮）で編纂された兵書。

## 概要
正祖の王命で、壮勇営（チャンヨンヨン）の殺手（槍剣術）の武官である、白東脩（ペク・ドンス）が主導して編纂した。この書は、従来の銃兵器の解説や、戦略・戦術理論を中心に書かれたものとは違い、絵や文章を通して、戦闘時の動作（型）を一つ一つ丁寧に説明したものである。拳法を始め、弓術や馬術、槍術、剣術などの朝鮮の武芸十八般(十八技、シッパルギ）などが、全4巻24項目にわたって詳細に解説されている。それぞれの項目は武芸諸譜以来のものであり、24技のうち中国武術起源が21、日本武術起源が2、朝鮮伝来とされるものが1である。この書を送りだした白東脩は、同時代の学者たちから、「武から文を起こした」と高く評価された。
この原書は、現在、水原華城（スウォンファソン）博物館に展示してある。